# Lukaskirche (Stuttgart-Ost)

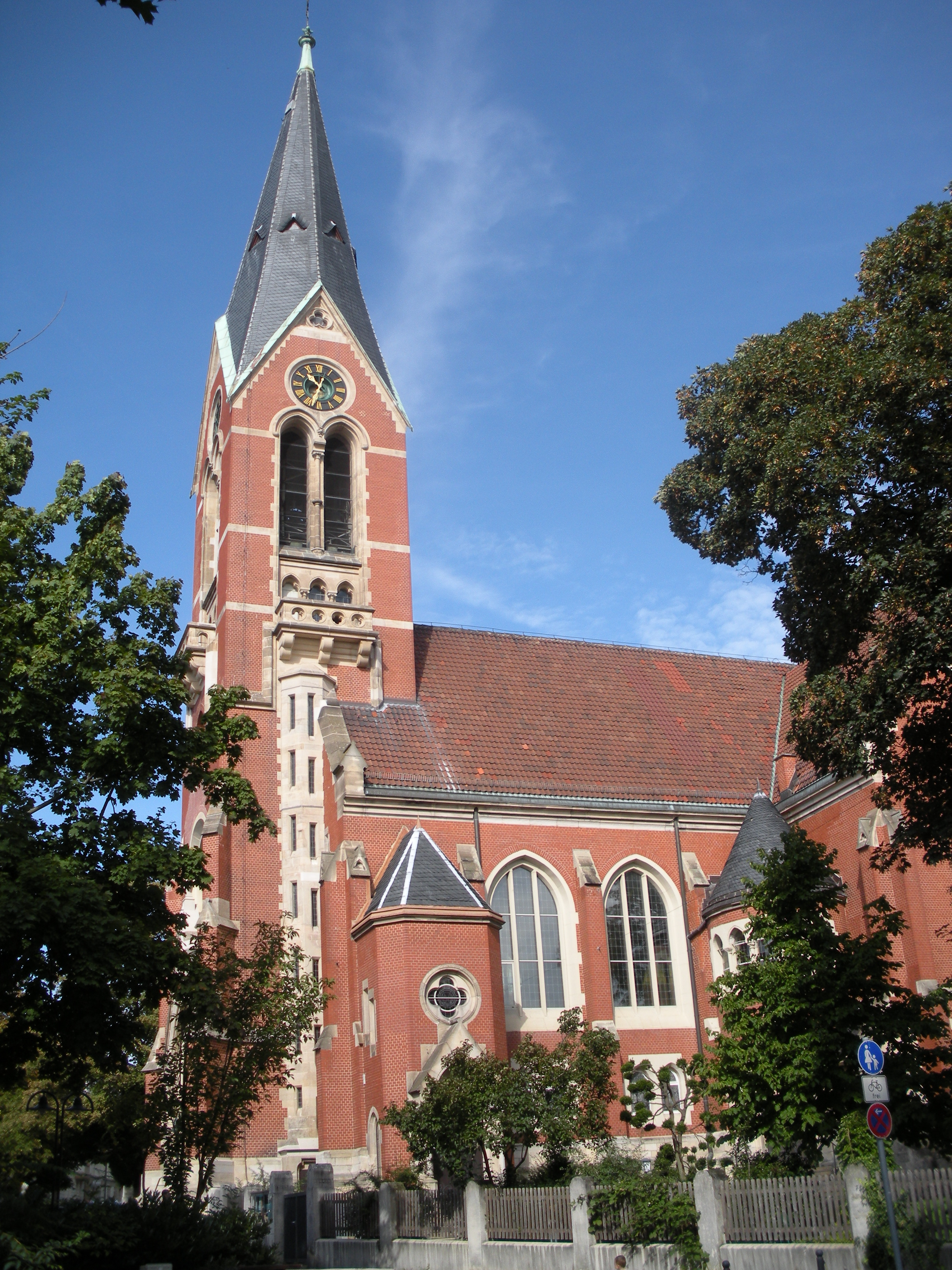
Lukaskirche in Stuttgart-Ost

Die evangelische Lukaskirche steht in Ostheim, einem Stadtteil im Stuttgarter Stadtbezirk Ost. Das Bauwerk ist beim Landesamt für Denkmalpflege Baden-Württemberg als Baudenkmal eingetragen. Die Kirchengemeinde schloss sich 2005 mit der Lutherhausgemeinde und 2018 mit der Gaisburger Kirchengemeinde zusammen. Die neue Kirchengemeinde Stuttgart-Ost gehört zum Kirchenkreis Stuttgart der Evangelischen Landeskirche in Württemberg.

## Beschreibung

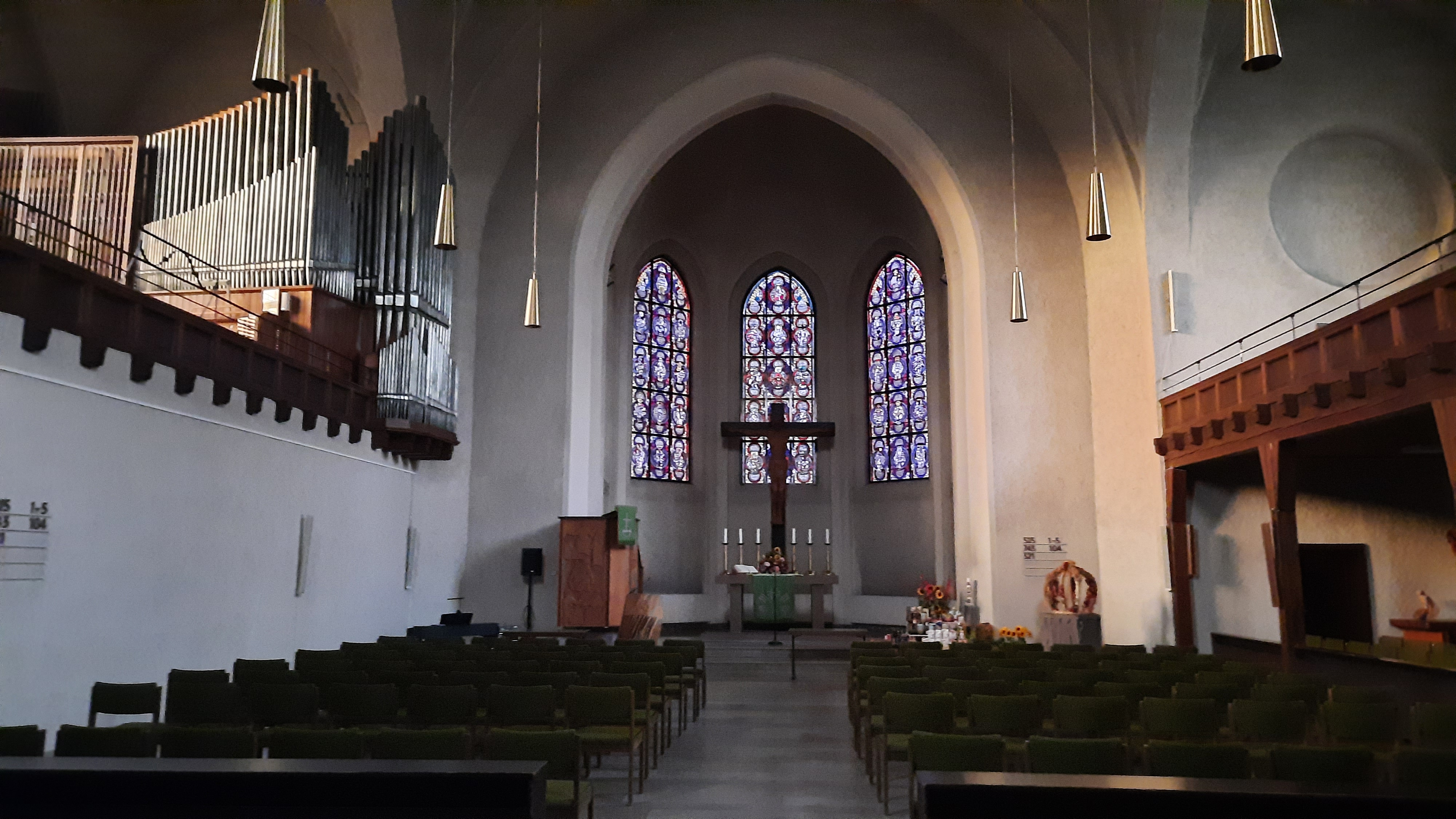
Blick zum Chor

Die von Strebepfeilern gestützte Kreuzkirche wurde 1898–99 nach einem Entwurf von Louis Stahl im Stil der Neugotik erbaut, im Zweiten Weltkrieg zerstört und 1948–51 wieder aufgebaut. Sie besteht aus einem Langhaus und einem eingezogenen, dreiseitig geschlossenen, von Apsiden flankierten Chor im Norden, das von einem Querschiff gekreuzt wird, und einem 61 Meter hohen Fassadenturm, der von Treppentürmen flankiert wird, im Süden. Über den Balkonen befinden sich die als Biforien gestalteten Klangarkaden, hinter denen sich dich der Glockenstuhl mit fünf Kirchenglocken befinden, die der Glockengießer Kurtz von 1898 bis 1953 hergestellt hat. In den Giebeln darüber sind die Zifferblätter der Turmuhr untergebracht. Darauf sitzt ein achtseitiger, schiefergedeckter Helm.
Die Glasmalereien hat Helmuth Uhrig gestaltet. Die Orgel stammt vom Orgelbau Friedrich Weigle.